# Những người trên cửa biển
Những Người Trên Cửa Biển là bản trường ca thơ được nhiều nhà phê bình văn học xem là tác phẩm đánh dấu sự trưởng thành thực sự của một Văn Cao thi sĩ bên cạnh một Văn Cao nhạc sĩ vốn đã nổi tiếng trong giới văn nghệ Việt Nam từ những năm 1940 trở đi. Những Người Trên Cửa Biển là một tác phẩm mang ý nghĩa bước ngoặt trong sự nghiệp sáng tác thơ của Văn Cao. Thiên trường ca được viết năm 1956, chứa đựng trong đó nhiều tâm huyết và nhắn gửi của tác giả với bạn đọc thơ ông.
Đã có nhiều quan điểm nghiên cứu đánh giá vai trò tiên phong mở đường của tác phẩm Những Người Trên Cửa Biển đối với sự phát triển của thể loại trường ca trong thơ Việt Nam hiện đại, đặc biệt là giai đoạn kể từ nửa cuối thập niên 1950 trở đi.

## Nội dung
Như nhà phê bình văn học Lê Thiếu Nhơn nhận xét: "Với bốn chương chia làm 16 khổ thơ, trường ca “Những người trên cửa biển” được viết trên tinh thần “Tôi yêu Hải Phòng như Việt Nam nhỏ lại / Tôi yêu Việt Nam như tôi biết yêu tôi”. Cái riêng hòa vào cái chung, “Những người trên cửa biển” như một “tổng phổ” về những năm tháng tận tụy của Văn Cao với thành phố cảng, từ sự thủ thỉ “quê mẹ quê cha cách một vườn trầu” đến sự san sẻ “kíp thợ đêm lê về đến xóm/ nghe rét mùa đông nổi cuối sông” và bất chợt hân hoan “những năm đầu chính quyền cách mạng/ giấc mơ của Hải Phòng / như bóng cò trắng bay về lòng tôi thuở nhỏ”."

## Nhận xét
Nhà nghiên cứu, phê bình văn học Chu Văn Sơn nhận xét: "Trường ca là một hiện tượng lớn và cực kì phong phú. Và trường ca không phải là độc quyền của thơ. Trong văn xuôi cũng có trường ca, ví như Những linh hồn chết của Gogol, rồi Trường ca bằng văn xuôi trước Cách mạng của Xuân Diệu, trong nhạc, ở ca khúc, cũng có trường ca, chẳng hạn Sông Lô của Văn Cao, Người Hà Nội của Nguyễn Đình Thi, Du kích sông Thao của Đỗ Nhuận, Bình Trị Thiên khói lửa của Nguyễn Văn Thương... (...) Trước kia chủ thể trường ca hầu như không xuất hiện với tư cách một cái tôi cá nhân, một nhân vật được khách thể hóa trong văn bản trường ca. Nhưng về sau đã có biến đổi. Ở ta, có lẽ từ Những người trên cửa biển của Văn Cao trở đi, với cái câu mở đầu rất tiêu biểu: “Tôi sinh ra đã có Hải Phòng”, người ta thấy cái tôi của người viết trường ca không chịu đứng ngoài, nấp sau nữa, nó đã trở thành một “nhân vật” trong trường ca. Nghĩa là người viết không còn đứng ở bên trên như “người kể chuyện toàn năng” nữa, mà tham gia vào mạch trường ca như một “mảnh ghép của lịch sử”, nghĩa là như một số phận gắn bó với lịch sử, như một nhân chứng, một kẻ trong cuộc, thậm chí người tham gia làm nên những chấn động lịch sử ấy, và giờ đây đang trực tiếp thụ hưởng hoặc hứng chịu những chấn động ấy. (...) Theo tôi, kể những tác phẩm trường ca mà sự xuất hiện của nó gây thành ấn tượng lớn, có tầm ảnh hưởng, hoặc cắm một cái mốc nào đó đối với sự phát triển của thể loại là phải kể: Từ đêm 19 của Khương Hữu Dụng, Những người trên cửa biển của Văn Cao,..."
Lê Thiếu Nhơn trong bài viết “Văn Cao trong cõi thơ” đánh giá vai trò bước ngoặt của trường ca với sự nghiệp thơ Văn Cao: “...Bài thơ “Chiếc xe xác qua phường Dạ Lạc” và bài thơ “Ngoại ô mùa đông 1946” chỉ tạo đà cho khoảnh khắc nhảy vọt trong thơ Văn Cao, đó là sự ra đời của trường ca “Những người trên cửa biển” viết vào mùa xuân 1956, giúp cán cân thơ – nhạc có thành tựu tương đương. (...) Thử thách thể loại trường ca đòi hỏi sức cảm sức nghĩ phi thường, cũng chính là cơ hội phô diễn một Văn Cao tài năng cồng kềnh. Hít thở không khí xứ sở độc lập tự chủ, Văn Cao khẳng định “có người hàng năm mặt trời không thấy mọc / khép đùi xếp phách tiễn đêm đi / hôm nay ngồi chép bài ca mới / hương cốm mùi rơm ngát giếng đình” để mường tượng hòa bình đích thực “chúng ta sẽ trả về những bà mẹ Pháp / núi hài cốt cuộc chiến tranh bẩn thỉu / cũng như những người mẹ chúng tôi / tiếc những dòng sữa, những cái hôn đã mất” và nghe được những va đập mỏng mảnh “tiếng thức dậy niềm cô đơn nuối tiếc / những con người gần ánh sáng chưa quen”. Mặt khác, với ý thức kẻ sĩ đau đáu với vận mệnh dân tộc, Văn Cao lập tức cảnh tỉnh “đất nước đang lên da lên thịt / đất nước còn đang nhỏ máu ngày ngày / ta muốn gói cuộc đời gọn gàng như trái vải / đã thấy loài sâu nằm tròn trong cuống”, và không ngần ngại vạch mặt mối hiểm nguy “hãy dừng lại / những tên muốn ôm cây mùa xuân không cho mọc / những tên muốn ôm cây to che cớm mầm non”. Đánh giá một cách cẩn trọng, trường ca “Những người trên cửa biển” đã xác lập một vị trí nhất định trong nền thơ Việt Nam thế kỷ 20, bởi tình yêu mảnh đất “mỗi người dân Hải Phòng thật kiếm ăn từ nhỏ / mỗi người dân Hải Phòng đều biết đổ mồ hôi” đã dựng được hình tượng nhà thơ Văn Cao chung thủy với thời đại “cuộc đời ôm tôi như trong một cái bình/ một tiếng vang vang cả lòng cả đáy”.”
Thiên Sơn trong bài viết “Nhà thơ Văn Cao, còn những tiếng rạn vỡ” nhận xét về trường ca: “Ngọn lửa thơ của Văn Cao sung sức và bùng cháy nhất chính ở thời điểm ông viết trường ca Những người trên cửa biển năm 1956. Cảm xúc sôi trào. Ý tứ sắc sảo. Câu thơ hoạt. Hình tượng thơ gây nhiều ám ảnh. Từ thời điểm này về trước, Văn Cao thiên về cảm xúc, cảm giác và những hình ảnh lãng mạn. Sau thời điểm này, Văn Cao chuyển dần sang ẩn dụ, tượng trưng với những hình ảnh biểu tượng hết sức sâu sắc và những suy tư mang nhiều cay đắng. Cuộc đời Văn Cao, có thể nói, cũng gặp phải những bước ngoặt ngặt nghèo từ sau khi viết trường ca Những người trên cửa biển. Trước đó, là một đoạn đời nhiều xiêu dạt, hào hùng, lãng mạn. Sau đó là những năm tù túng, bị trói buộc và chìm trong ưu tư triền miên. (...) Trở lại với thời điểm bước ngoặt trong thơ Văn Cao, chính là khi ông viết trường ca Những người trên cửa biển. Ở trường ca này, Văn Cao lấy Hải Phòng làm một hoán dụ như “Việt Nam thu nhỏ”. Hải Phòng hiện lên trong thác lũ của chiến tranh và trong mơ ước nhào nặn lại hình hài của mình vươn đến cuộc sống mới. Và cũng chính ở đây, bên cạnh những thành công và mơ ước, Văn Cao đã không ngại ngần đề cập đến những hiểm họa khó trừ trong hàng ngũ những người cách mạng.”
Nhà thơ Thanh Thảo trong một bài viết (2020): “Trước khi gặp Văn Cao, tôi đã có bao nhiêu năm sống như thế, đã lang thang và cơ nhỡ, đã ăn những bát cơm uống những chén rượu của nhân dân, trong kháng chiến rồi xuyên qua hòa bình, “bữa đói bữa no áo quần lấm láp”, như một câu thơ của tôi trong trường ca Những người đi tới biển. Nói tới trường ca này, tôi phải công nhận ngay, nó là tiếp nối của trường ca Những người trên cửa biển của Văn Cao viết trước đó mấy chục năm, một trường ca viết về Hải Phòng. Tôi đã đọc trường ca này trong một tuyển tập thơ của NXB Văn học, đã in từ lâu lắm. Tôi đọc, và mê luôn, dù lúc ấy tôi chưa viết một trường ca nào, thơ ngắn cũng mới chập chững. Khi bắt tay vào viết trường ca này, tôi muốn đặt tên cho nó là Tháng năm và giây phút, nhưng rồi, một khoảnh khắc nào đó, Những người trên cửa biển, cái tên ấy đã bất chợt hiện lên. Trường ca của Văn Cao viết về nhân dân “ở ngay chỗ đó”, chỗ mà nhân dân đứng từ bao đời. Trường ca của tôi muốn viết về con đường thế hệ chúng tôi, và chính bản thân tôi, tìm đến với nhân dân để xác định ý nghĩa cuộc đời mình. Đó là nhận thức về nhân dân, ngay trong những thời điểm khốc liệt nhất của cuộc chiến tranh. Và thế hệ chúng tôi đã “đi tới biển”. Biển ấy, chính là nhân dân. Sự tiếp nối giữa hai trường ca là như vậy, vì chúng tôi là thế hệ đến sau, ra chiến trường sau khi ngồi trên ghế nhà trường, những trải nghiệm cuộc sống còn rất ít. Những va đập cũng chưa đáng gì. Trong khi Văn Cao gần như đã trải qua tất cả, đã thử thách lòng chung thủy của chính mình với nhân dân sau bao đau đớn, hy vọng, thất vọng, thậm chí, tả tơi.”